# Cornelis de Graeff

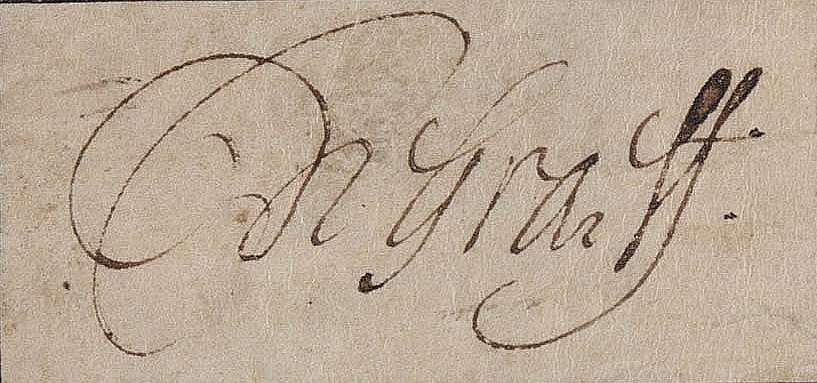
Signatur von Cornelis de Graeff

Cornelis de Graeff, zu seinen Lebzeiten oftmals mit Polsbroek oder de heer van Polsbroek tituliert (* 15. Oktober 1599 in Amsterdam; † 4. Mai 1664 ebenda), war im Goldenen Zeitalter ein einflussreicher Regent und Bürgermeister von Amsterdam, Staatsmann sowie Diplomat von Holland und der Republik der Vereinigten Niederlande.
Er entstammte dem Geschlecht De Graeff, welches im Goldenen Zeitalter gemeinsam mit der verschwägerten Familie Bicker die politische Macht in Amsterdam, Holland und schließlich in der niederländischen Republik innehatte. Cornelis de Graeff war regierender Bürgermeister von Amsterdam, Mitglied der Generalstaaten sowie Präsident der Niederländischen Ostindien-Kompanie (VOC). Er war eine der führenden Persönlichkeiten, die eine Beendigung des Achtzigjährigen Krieges zwischen den Vereinigten Niederlanden und dem Königreich Spanien anstrebten. Dieser vollzog sich 1648 beim Frieden von Münster. In der darauf folgenden, seitens De Graeff forcierten, Ersten Statthalterlosen Periode galt er gemeinsam mit seinem Neffen Johan de Witt als der führende republikanische Protagonist. Diese progressive Kooperation mit seinem Protegé, Ratspensionär De Witt, war eine wichtige politische Achse, die das politische System innerhalb der Republik ordnete. Bis zu seinem Tod im Jahre 1664 war De Graeff Amsterdams führender Politiker, dem damaligen republikanischen Zentrum der Republik. Er hatte aber nicht nur die Interessen dieser im Sinn, sondern auch die von Holland und den politischen Ausgleich mit den anderen Provinzen.
Cornelis de Graeff galt als ein umsichtiger und geschickter, liberal gesinnter Staatsmann und Diplomat, der auf den Ausgleich zwischen den religiösen und politischen Fraktionen bedacht war und bei der Bevölkerung in hohem Ansehen stand. Seine politische Haltung war charakteristisch für die seiner Familie: einerseits Libertin und staatsgesinnt, andererseits, wenn auch nur bedingt, loyal gegenüber dem Haus Oranien.
Nach seinem Tod führte sein jüngerer Bruder Andries de Graeff die Fraktion De Graeff und dessen Politik fort. Die Gebrüder waren eine der großen Kunstförderer ihrer Zeit gewesen.
Cornelis de Graeff führte die Titel eines Vrijheeren der Hohen Herrlichkeit von Zuid-Polsbroek, Schlossherren von Ilpenstein, Herren des Gutes Soestdijk sowie als Lehensträger der Stadt Amsterdam die eines Ambachtsherren von Sloten, Osdorp, Nieuwer-Amstel und Amstelveen.

## Biografie

### Gesellschaftspolitischer Hintergrund
Im Laufe des Goldenen Zeitalters der Niederlande standen die Mitglieder der Familie De Graeff in harscher Kritik zum sich immer mehr ausbreitenden Einfluss des Hauses Oranien-Nassau. Gemeinsam mit den führenden republikanischen Staatsmännern, den Gebrüdern Bicker und den De Witt, waren sie für eine Aufhebung der Statthalterschaft, zumindest in der Provinz Holland. Weiters beanspruchten sie den Erhalt einer (ihrer) vollen Souveränität als Stadtregenten.

### Herkunft und Familie
Cornelis war der erstgeborene Sohn des Amsterdamer Bürgermeisters und Regenten Jakob Dircksz de Graeff und Aeltje Boelens Loen, einer Ur-ur-Enkelin des bedeutenden Regenten und Bürgermeisters Andries Boelens (1455–1519). Er wuchs im Stadthaus ‘De Keyzershoedt’ in der Niezel auf. Wegen eines Unfalls in seiner Jugend war sein linker Arm nicht vollständig ausgewachsen. Jakob Dircksz de Graeff war von freidenkender, republikanischer Gesinnung, aber auch für seine Ruhmsüchtigkeit bekannt. Er war einer der führenden Remonstranten und staatsgesinnten Regenten, war aber trotzdem kein prinzipieller Anti-Orangist (Haus Oranien). Er hielt das Erbe seines Vaters Dirck Jansz Graeff, das diesen freundschaftlich mit Wilhelm dem Schweiger von Oranien verband, in Ehren. Die jungen De Graeffs wurden durch diese antagonistische Haltung ihres Vaters in politischen Fragestellungen beeinflusst. Cornelis de Graeff war als Erstgeborener der Haupterbe seines verstorbenen Vaters, von welchem er nebst der Hohen Herrlichkeit Zuid-Polsbroek, Gründen und Stadthäusern in Amsterdam die Ambachtsherrlichkeit von Sloten, Nieuwer-Amstel, Osdorp und Amstelveen als Amsterdamer Lehen erhielt.
De Graeff heiratete 1633 Geertruid Overlander (1609–1634; auch Overlander van Purmerland), Tochter von Bürgermeister Volkert Overlander, eine Schwester von Maria Overlander van Purmerland, die Bürgermeister Frans Banning Cocq ehelichte. Als diese schon nach einem Jahr verstarb, verheiratete er sich 1635 mit seiner erst siebzehnjährigen Cousine Catharina Hooft, die ebenfalls eine Cousine seiner ersten Gattin Geertruid und darüber hinaus des Nationaldichters Pieter Corneliszoon Hooft war. Die damaligen Regentengeschlechter waren so eng miteinander verwandt, dass Pieter Corneliszoon Hooft einerseits der Onkel und andererseits der angeheiratete Cousin von Cornelis de Graeff war. Eine durch mehrere Ehen verwobene und politisch bedeutende Verwandtschaft hatten die De Graeff zur Bürgermeisterfamilie Bicker und hierbei vordergründig zu den Gebrüdern Andries Bicker, Cornelis Bicker und Johan Bicker. Auch an das Adelsgeschlecht der Van Hogendorps war er durch Heirat verbunden und Bürgermeister Johan Huydecoper van Maarsseveen war sein Großcousin. Das Ehepaar De Graeff-Hooft hatte zwei Söhne:
- Pieter de Graeff (1638-1707), Vrijheer von Zuid-Polsbroek, Purmerland und Ilpendam, Regierungsmitglied von Amsterdam, vertrauter Ratsmann seines Schwagers Johan de Witt sowie einer der Leiter der Niederländischen Ostindien-Kompanie; ehelichte seine Cousine Jacoba Bicker
- Jacob de Graeff (1642-1690), Vrijheer von Purmerland und Ilpendam, einer der Grundsteinleger des Amsterdamer Stadthaus Op de Dam, Schepen von Amsterdam; ehelichte Maria van der Does

#### Politisches Erbe

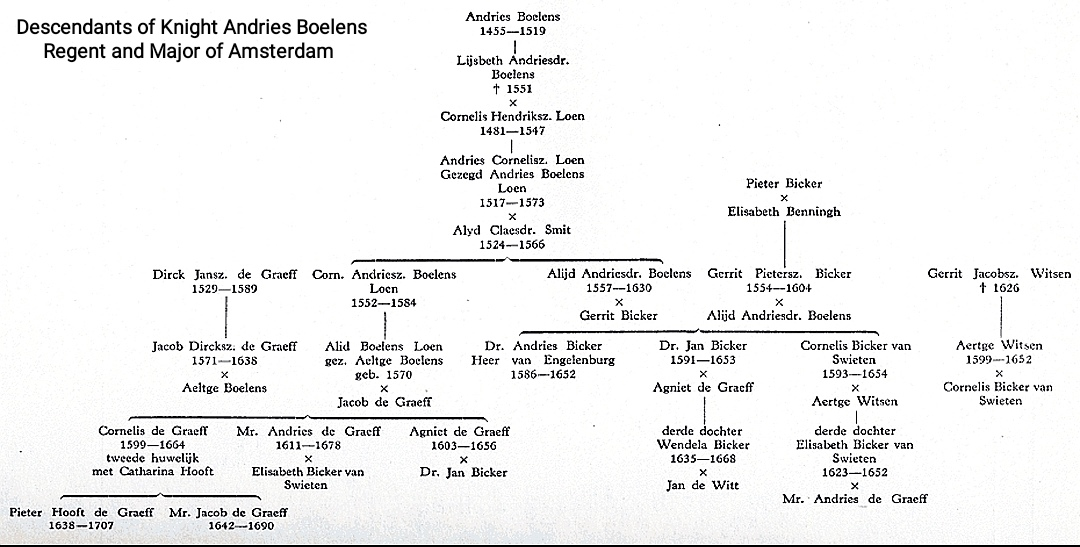
Abstammungen von Andries Boelens. Übersicht über die maßgeblichen Familienbeziehungen der Amsterdamer Oligarchie um die Geschlechter Boelens Loen, De Graeff, Bicker (van Swieten), Witsen sowie Johan de Witt im Goldenen Zeitalter.

Seitens Cornelis de Graeff ist die Aussage überliefert, dass die alten Amsterdamer keine Gewohnheit hatten, genealogische Aufzeichnungen über ihre Familien zu führen, und über die vorherigen Generation nicht mehr wussten als das, was sie von ihren Vätern und Großvätern gelernt haben. Die Daten seiner eigenen Familie in Amsterdam reichen nicht sehr weit zurück:
Und zunächst beginne ich mit der Familie der Graven, von der ich väterlicherseits abstamme. Dies ist eine Familie aus Amsterdam, die aus dem Haus 'de Keijser' stammt, das sich am Waeter befand (= jetzt Damrak Nr. 91). Dieses Haus zeigt den Eindruck seines gewölbten Aussehens, im Besitz von Jan Pieters de Graeff und dann von Dirck Jans de Graeff, der dieses Haus auch verkaufte. Auch mein Vater Jacob de Graeff und seine Brüder wurden hier geboren.
Die Familie De Graeff hat daher nie mit dem Alter ihrer eigenen Familie in Amsterdam geprahlt, aber die Gebrüder Cornelis und Andries de Graeff sahen sich zusammen mit ihren Cousins Andries und Cornelis Bicker als politische Erben der alten Regentenfamilie Boelens an, deren katholisch gebliebene Hauptlinie 1647 in männlicher Linie ausgestorben war. Sie hatten von ihren Boelens-Vorfahren die sehr bedeutsamen Vornamen „Andries“ und „Cornelis“ erhalten. Wie in einer echten Dynastie heirateten im 17. Jahrhundert häufig Mitglieder der Familien Bicker und De Graeff, um ihr politisches und wirtschaftliches Kapital zusammenzuhalten. Cornelis’ großer historischer Vorfahre war Andries Boelens (1455–1519), der einflussreichste mittelalterliche Bürgermeister der Stadt. Beide Familien, De Graeff und Bicker, stammen in weiblicher Linie von Boelens ab. Er durfte fünfzehn Mal das Bürgermeisteramt von Amsterdam bekleiden.

#### Wappen
Cornelis de Graeffs Stammwappen [welches er von seinem Vater erhielt] ist geviert und gliedert sich wie folgt auf: in den Wappenfeldern 1 und 4 eine silberne Schaufel (Spaten) auf rotem Grund der Herren von Graben und in den Wappenfeldern 2 und 4 einen silbernen Falken auf blauem Grund. Der Ursprung des Falken liegt im Besitz des Landgutes Valckeveen (dem späteren Landsitz Valckenburg) in Gooiland.
De Graeffs persönliches Wappen zeigt in den Feldern 2 und 3 anstatt der Falken die silbernen Gänse auf blauem Grund sowie ein Herzschild. Die Gänse stehen für Purmerland, und sein Herzschild zeigt drei silberne Rauten auf rot, und steht für die Hohe Herrlichkeit Zuid-Polsbroek.

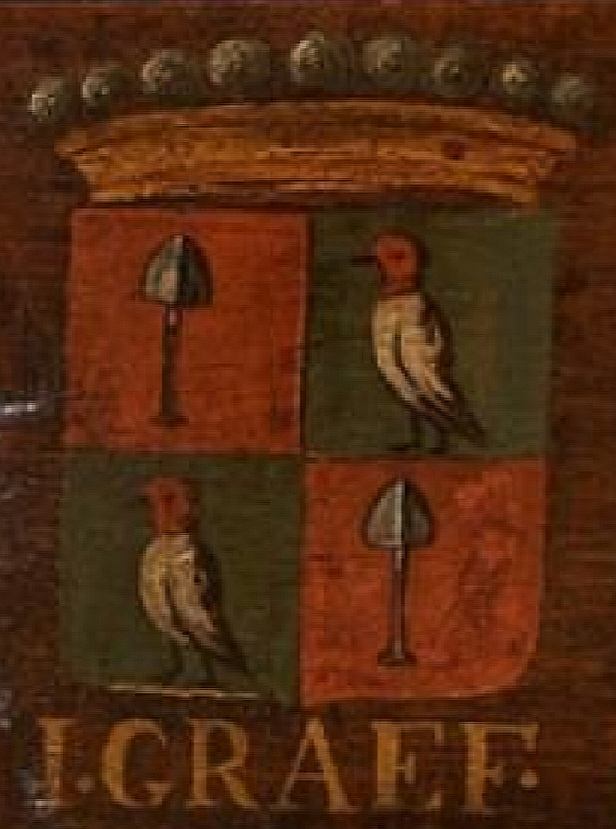
Stammwappen (seitens seines Vaters)
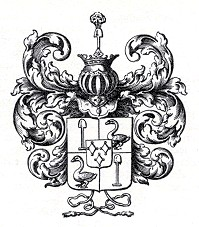
Vollwappen

### Jugend
1626 unternahm Cornelis de Graeff gemeinsam mit seinem Bruder Dirk de Graeff und Willem Nooms, Herr van Aarlanderveen (dieser war der Vater einer unehelichen Tochter namens Margaretha, welche er gemeinsam mit Cornelis Schwester Wendela de Graeff hatte) eine ausgedehnte Kavaliersreise, welche diese nach Paris, Orléans, Blois, Nantes, La Rochelle, Poitiers und im Jahre 1628 wiederum in die Hauptstadt brachte. Dort wurde er von dem damaligen schwedischen Botschafter Hugo de Groot (latinisiert Hugo Grotius) freundschaftlich empfangen; Cornelis Vater war zeit seiner politischen Tätigkeit ein religiöser und politischer Mitstreiter von Grotius und Oldenbarnevelt gewesen. Noch im selben Jahr kehrten die jungen De Graeffs und ihr Reisegefährte über Flandern in ihre Heimatstadt zurück.

### Schritte in die Politik

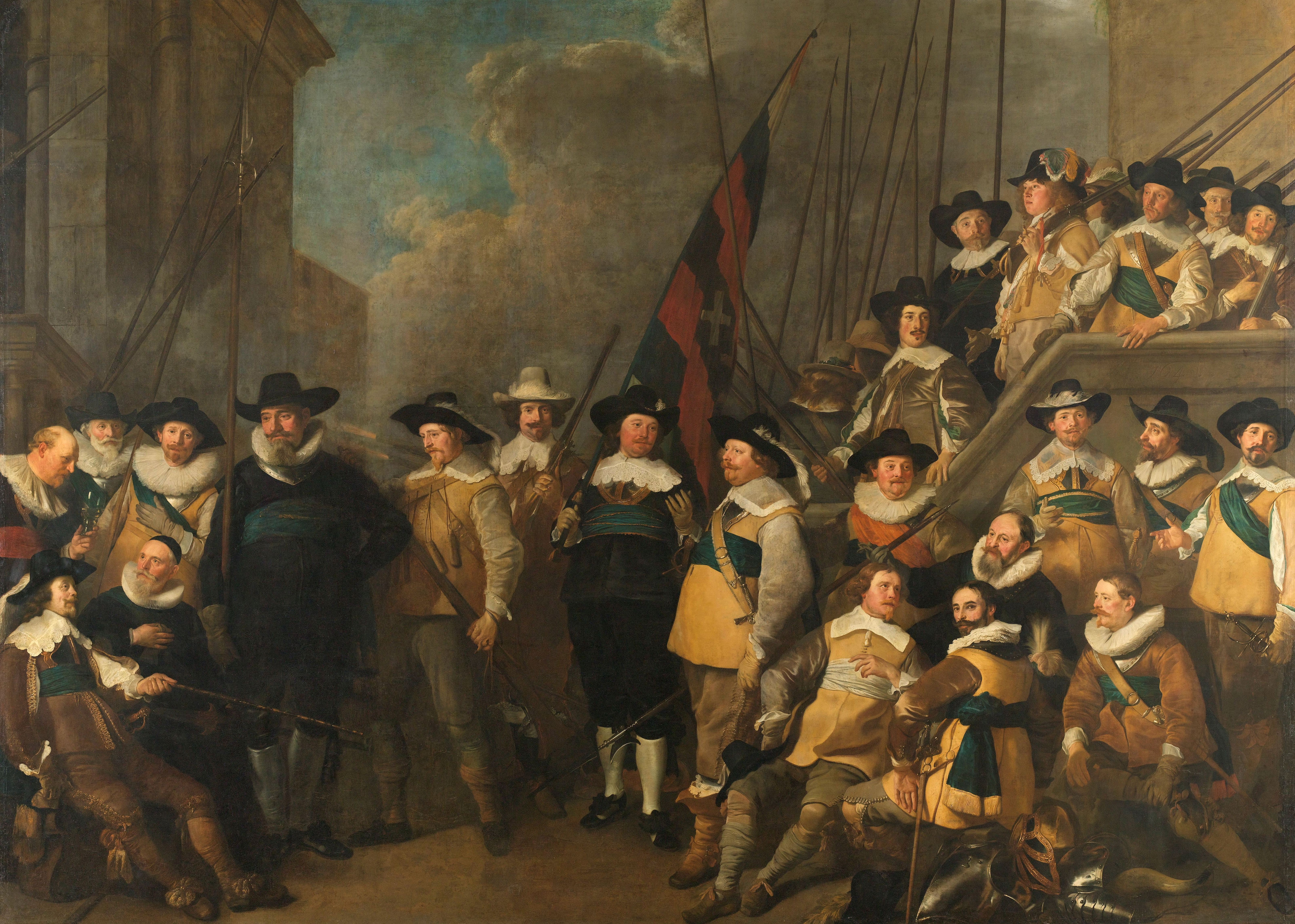
De Graeff als Kapitän der Amsterdamer Bürgergarde (1642), gemalt von Jacob Adriaensz. Backer, Rijksmuseum Amsterdam

1636 begann De Graeffs Karriere als einer der Leiter (Bewindhebber), sowie später als Präsident, der Niederländischen Ostindien-Kompanie (VOC). 1638 übernahm er in der Amsterdamer Vroedschap den Sitz seines verstorbenen Vaters und als dessen Erbe die Hohe Herrlichkeit von Zuid-Polsbroek. Im Folgejahr wurde er Schepen und Kapitän der Amsterdamer Bürgergarde. Innerhalb der Stadtregierung stand Cornelis de Graeff in versteckter Opposition zu den Bickers, vor allem zu seinem Cousin Bürgermeister Andries Bicker.
1643 war Cornelis de Graeff zum ersten Mal regierender Bürgermeister (regeerend Burgemeester) geworden. Im selben Jahr war er auch die stille Kraft hinter dem Entschluss den in der Vroedschap übermächtigen gewordenen Andries Bicker durch dessen Ernennung zum Rat der Staaten von Holland loszuwerden. Zwischen 1645 und 1647 war er Amsterdams Gecommitteerde Raad der Generalstaaten in Den Haag. Hierbei genoss De Graeff das intime Vertrauen von Statthalter Friedrich Heinrich von Oranien, der ihm bat an seiner Seite die Friedensverhandlungen mit Spanien zu führen.

### Große Politik
Am Höhepunkt des Goldenen Zeitalters der Niederlande, der Ersten Statthalterlosen Periode von 1650 bis 1672, lag die politische Macht innerhalb Hollands hauptsächlich bei zwei staatsgesinnten, sprich republikanischen, Familien. In Amsterdam lag diese bei den Gebrüdern Cornelis de Graeff und Andries de Graeff, und in Den Haag bei den Gebrüdern Johan und Cornelis de Witt, den Anführer der staatsgesinnten (republikanischen) Fraktion Hollands, was durch deren enge Zusammenarbeit und gegenseitige Verwandtschaft verstärkt wurde. Während dieser zwei Jahrzehnte befanden sich die Stadt Amsterdam sowie die De Graeff auf dem Höhepunkt ihrer politischen Macht. Diese Zeit wurde von den Republikanern auch als „Ware Vrijheid“ (Wahre Freiheit) bezeichnet. Amsterdam hatte ein hohes Selbstbewusstsein und verglich sich gerne mit der berühmten Republik Rom. Auch ohne Statthalter lief es politisch und wirtschaftlich gut für die Republik und ihre Regenten. Aufgrund der ökonomischen Macht und der dadurch entstandenen politischen Führung von Holland und im Speziellen von Amsterdam innerhalb der Niederländischen Republik fiel den städtischen Regenten speziell im Goldenen Zeitalter auch eine eminente außenpolitische und diplomatische Rolle zu, was De Graeffs Bruder Andries folgend formulierte: Die Macht ist herrlich, doch voller Sorgen.

#### Stadthaus Op de Dam

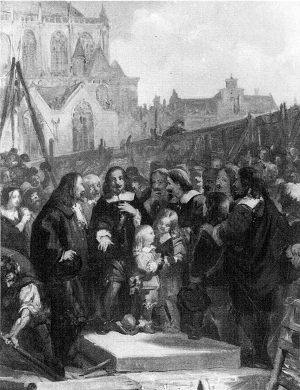
Die Grundsteinlegung des Amsterdamer Stadthauses Op de Dam. Historiengemälde aus dem 19. Jahrhundert, gemalt durch Barend Wijnveld.

1648 war De Graeff Initiator für den Bau des neuen Rathauses, des heutigen Paleis op de Dam. Im Goldenen Zeitalter lag die Herrschaft über den Staat in den Händen von Regenten und Handelsherren. Materieller Reichtum galt als Gottesgnade und begründete die Macht der Stände. Vorbild war die Adelsrepublik Venedig, deshalb schufen sie ihren Bau in Anlehnung an den venezianischen Dogenpalast, der als republikanisches Zentrum der Republik und als Sitz des Bürgermeisters beziehungsweise der Regenten galt. Sein Sohn Jacob de Graeff legte hierbei gemeinsam mit Gerbrand Pancras, Sybrant Valckenier und Pieter Schaep den ersten Stein. Seine mit seinem Wappen verzierte Silberschaufel befindet sich noch heute in den Sammlungen des Amsterdamer Rijksmuseums. Joost van den Vondel verfasste zu diesem Anlass sein Gedicht Bouwzang. Van den Vondel widmete diesem Ereignis ebenfalls ein Lobgedicht auf seinen Mentor, und Initiator des Baus, Cornelis de Graeff. Die Entstehungsgeschichte sowie die Jahreszahl dieser Ersten Steinlegung wurde von De Graeff auf einer sich in einem der Gerichtssäle befindlichen schwarzen Marmorplatte in lateinischer Schrift festgehalten:
„Am 29. Oktober 1648, in dem Jahr, in dem der Krieg beendet wurde, den die vereinigten niederdeutschen Völker mit den drei mächtigen Philipps, den Königen von Spanien, zu Lande und zur See in beinahe allen Teilen der Erde mehr als 80 Jahre lang geführt haben, nachdem die vaterländische Freiheit und Glaubensfreiheit gesichert waren, haben während der Regierung der vortrefflichen Bürgermeister Gerb. Pancras, Jac. de Graef, Sib. Valchenier Pet. Schaep, Söhne und Blutsverwandte der Bürgermeister durch die Grundsteinlegung das fundament für dieses Rathaus gelegt“.
Zwischendurch erstand Cornelis de Graeff die Begräbnisstätte in der Amsterdamer Oude Kerk für sich und seine Nachkommenschaft. In der Mitte der Glasfenster der Taufkapelle der De Graeffs sind die Wappen von Cornelis und seiner Ehefrau Catharina Hooft angebracht.

#### Frieden von Münster und innenpolitische Umwälzungen
Im Laufe der 1640er Jahre trat die republikanische Elite der Provinz Holland, die Gebrüder Cornelis und Andries de Graeff, Jacob de Witt sowie die Gebrüder Andries und Cornelis Bicker für eine Beendigung des Krieges mit dem spanischen Königreich Spanien sowie einer Reduzierung der Landstreitkräfte ein. Dieser andauernde Kriegszustand verhinderte das wirtschaftliche Wachstum und die gesellschaftliche Entwicklung der Vereinigten Niederlande. Ebenfalls stärkte dieser Kriegszustand die Macht des Statthalters als Oberbefehlshaber der Streitkräfte, etwas das nicht im Sinne der Republikaner war. Dies verstärkte den Konflikt zwischen ihnen und Statthalter Friedrich Heinrich von Oranien sowie den Reformierten Hollands. 1648 traten die Vereinigten Niederlande aufgrund des immensen politischen Drucks des gesamten Bicker-De Graeff Clans in Friedensverhandlungen mit Spanien, um beim Frieden von Münster den Achtzigjährigen Krieg zu beendigen. Nach dem Frieden von Münster sowie der Reduzierung des Heeres gestaltete sich die politische Situation des neuen Statthalters Wilhelm II. von Oranien immer schwieriger. Der Statthalter wollte sich das (republikanische) Zentrum Hollands und der Republik – die Stadt Amsterdam mit der Familie Bicker – durch einen Staatsstreich gefügig machen. Das Unternehmen scheiterte, als bei Nebel und schlechtem Wetter die Armee des Oraniers in den Sümpfen südlich von Amsterdam von dem Weg abgeriet, und auf der Heide bei Hilversum von einem Kurier aus Hamburg entdeckt wurde, der es den Regenten Amsterdams meldete. Dadurch hatten die mächtigen Bürgermeister Bicker Zeit, die Verteidigung vorzubereiten. Zu einem Angriff ist es wegen der Dezimierung der oranischen Streitkräfte aber nie gekommen. Nach diesen innerpolitischen Kämpfen führte der pragmatisch gesinnte Cornelis de Graeff einen Ausgleich zwischen den beiden Machtblöcken herbei, um die noch junge Republik zu sichern. Die Gebrüder Andries, Cornelis Bicker und Johan Bicker hatten auf seine Veranlassung hin ihre Ämter zurückzulegen und aus der Vroedschap auszutreten, um nicht noch mehr Aggression bei der oranischen Partei zu erzeugen.
Wilhelm II. verstarb nach einigen Monaten, dessen Todesursache nicht genau geklärt wurde. Es wurde kein weiterer Statthalter mehr benannt was die Erste Statthalterlose Periode einläutete. Dies vollzog sich einerseits deshalb, weil sein Sohn Wilhelm III. von Oranien nur einige Wochen alt war, andererseits weil dies maßgeblich seitens De Graeff forciert wurde, der diese Gegebenheit nützte, um den immensen Einfluss der Oranier auf die Generalstaaten zu beenden.

#### Erste Statthalterlose Periode

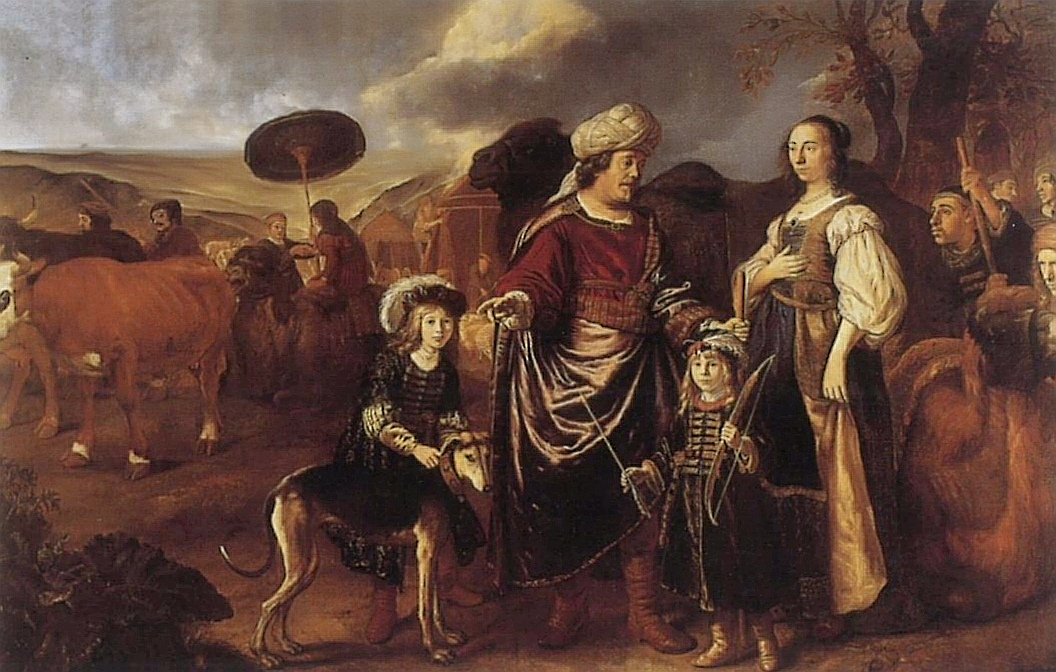
Jan Victors, Allegorie auf die Bedeutung De Graeffs als Anführer seines Volkes: Cornelis de Graeff als Isaak mit seiner Frau Catharina Hoof als Rebecca mit ihren Söhnen Pieter und Jacob als Jacob und Esau (1652)

Während der Ersten Statthalterlosen Periode galt Cornelis de Graeff gemeinsam mit seinem Neffen und Protegé Johan de Witt als der führende republikanische Protagonist. Nach dem Tod des Oraniers Wilhelm II. 1650 und dem zwei Jahre später erfolgten Tod von Andries Bicker konnte Cornelis de Graeff seine politische Motivation und Ziele verwirklichen. Er wurde zu dem Mann, der zwischen beiden Parteien, den staatsgesinnten und den oraniergesinnten einen Ausgleich herbeiführen konnte. Schon nach dem Tod des Oraniers wurde De Graeff durch dessen Mutter Amalie zu Solms-Braunfels eingeladen, bei Wilhelms Nachlassverwaltung als Berater teilzunehmen. 1651 bewirkte De Graeff bei den Staaten von Holland eine Amnestie des verstorbenen Oraniers und dessen Intimus Cornelis van Aerssen van Sommelsdijk, dem intriganten Drahtzieher in den innenpolitischen Kämpfen zwischen Amsterdam und Wilhelm. Im Folgejahr wurde De Graeff durch die Staaten von Holland in die Provinzen Gelderland und Overijssel entsandt, um dort die Belangen und Nachfolgeangelegenheiten des Hauses Oranien zu regeln.
1652 ließ sich De Graeff mit seiner Gattin und den beiden Söhnen Pieter und Jacob durch Jan Victors als Isaak und Rebecca mit ihren Söhnen Jacob und Esau porträtieren. Dieses allegorische Werk und De Graeffs Darstellung als einer der Erzväter (Isaak) eines Volkes sollte seine Wichtigkeit unterstreichen.

##### Kooperation mit Johan de Witt

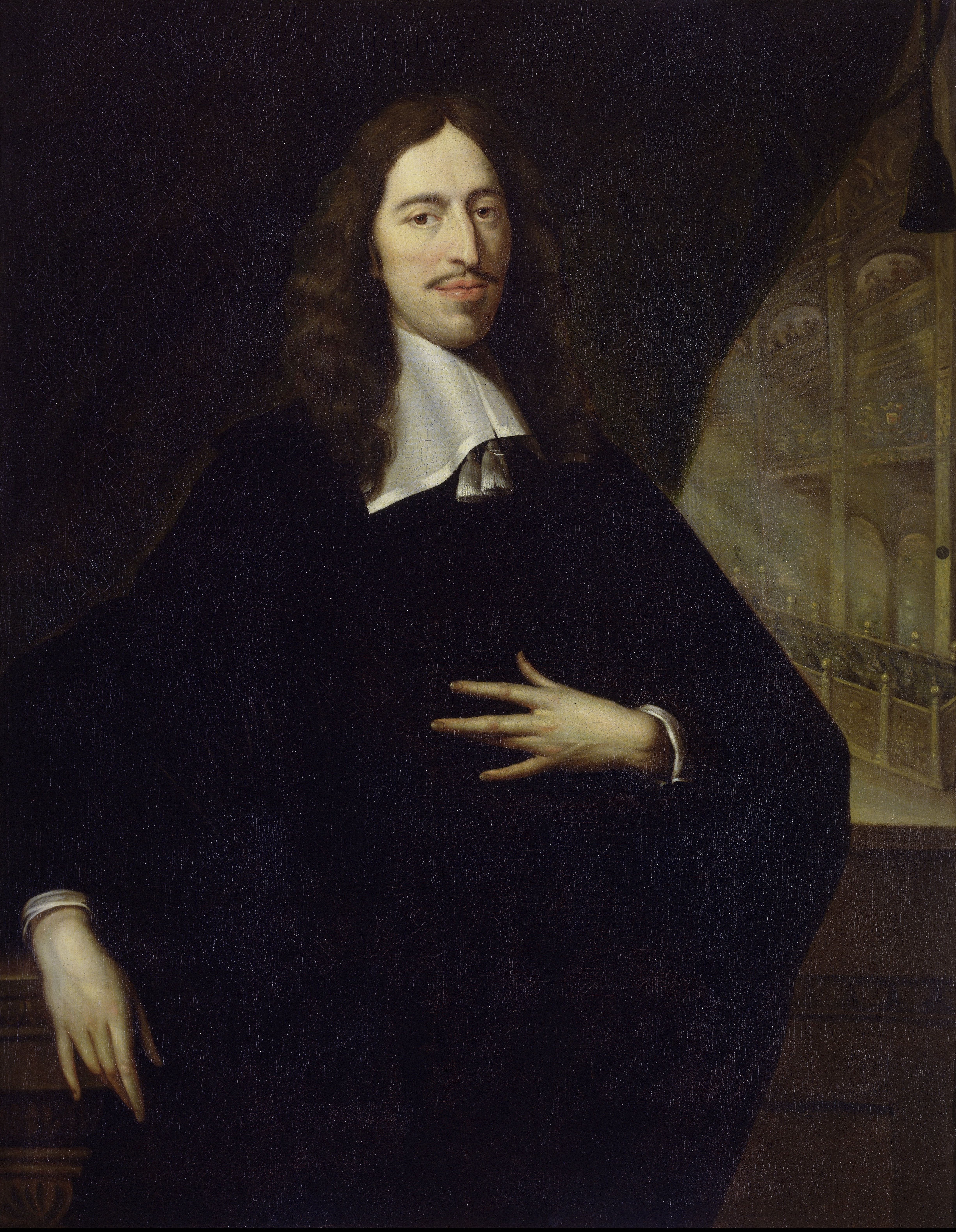
De Graeffs Neffe Johan de Witt

1653 begann die politische Zusammenarbeit zwischen Cornelis de Graeff und Johan de Witt. Der junge Politiker wurde aufgrund der ausdrücklichen Zustimmung von De Graeff zum Ratspensionär der Staaten von Holland und West-Friesland ernannt. Diese Zusammenarbeit war politisch wichtig, sowie persönlich fördernd für alle Beteiligten. 1655 heiratete Johan de Witt De Graeffs Nichte Wendela Bicker, abstammend von den Bicker und De Graeff, den beiden einflussreichsten Amsterdamer Patriziergeschlechtern dieser Epoche. Der bedeutende Staatsmann brauchte seinen politischen Rat, die Unterstützung der Amsterdamer Regierung unter De Graeff und dessen Klientel, aber er genoss auch seinen klaren Geist und seine humane Offenheit. De Graeff vereinte einen klaren Verstand, umfangreiche Bildung und die Gabe zu geben und zu nehmen. In einem Punkt Unterschied er sich aber von seinem Neffen, denn obwohl er ein Anhänger der Freiheit war, hielt er nicht bis zum Äußersten daran fest. Die Beziehungen zwischen diesen beiden ausgeprägten Charakteren kombinierte sich aus dem nahen Verwandtschaftsverhältnis und des gegenseitigen Respekts. De Graeff war De Witt politisch ebenbürtig wie es kein anderer war. De Graeff stand ihm von nun an als ein erfahrener und vertrauter Ratsmann zur Seite. Die Briefe von De Witt an De Graeff zeugen von einem großen Vertrauen, welches der Neffe in politischen und familiären Dingen zu seinem Onkel hatte. (ein kurzer Briefwechsel aus dem Jahre 1660 zeugt hiervon) Diese Zusammenarbeit der beiden Politiker war auch der Schlüssel zum Erfolg im Ersten Englisch-Niederländischer Seekrieg. Nachdem sich dieser Krieg 1653 aufgrund einiger Niederlagen und Missstände negativ auf die holländische Bevölkerung auszuwirken begann, suchten die Generalstaaten und De Witt nach einer Lösung. Darauf gingen De Graeff und De Witt eine Allianz mit den Staaten von Holland ein, und schufen mit dem englischen Lordprotektor Oliver Cromwell ein Abkommen, dass sie keinen Oranier als Statthalter mehr benennen würden, und somit in eine republikanische Allianz mit England einzutreten. Sie entsandten eine diplomatische Mission aus Vertretern von Holland, Seeland und West-Friesland – worunter der Holländer Hieronymus van Beverningh, einer der aufstrebendsten jungen Staatsmänner der Republik – um mit Cromwell einen Vertrag auszuhandeln. 1654 kam es sich aufgrund der Forcierung von De Witt und De Graeff zum Frieden von Westminster sowie zur durch die beiden Staatsmänner geschaffenen Geheimklausel, dem Seklusionsakt, der den Ausschluss der Oranier von hohen Staatsämtern vorsah. Die holländische Führung um De Witt, De Graeff, Admiral Jacob van Wassenaer Obdam und dem Armeeoberkommandierenden Johann Wolfart van Brederode drängte die Generalstaaten dazu, sich als Gesamteinheit hinter diesen Erlass zu stellen. Ausgearbeitet wurde dieser Beschluss von De Graeff in Zusammenarbeit mit De Witt und Van Beverningh. Ungeachtet des Seklusionsaktes genoss De Graeff weiterhin das Vertrauen der Oranier. Die englische Prinzessin Maria Henrietta Stuart bot ihm die Vormundschaft über ihren Sohn Wilhelm III. an.

##### Zenit

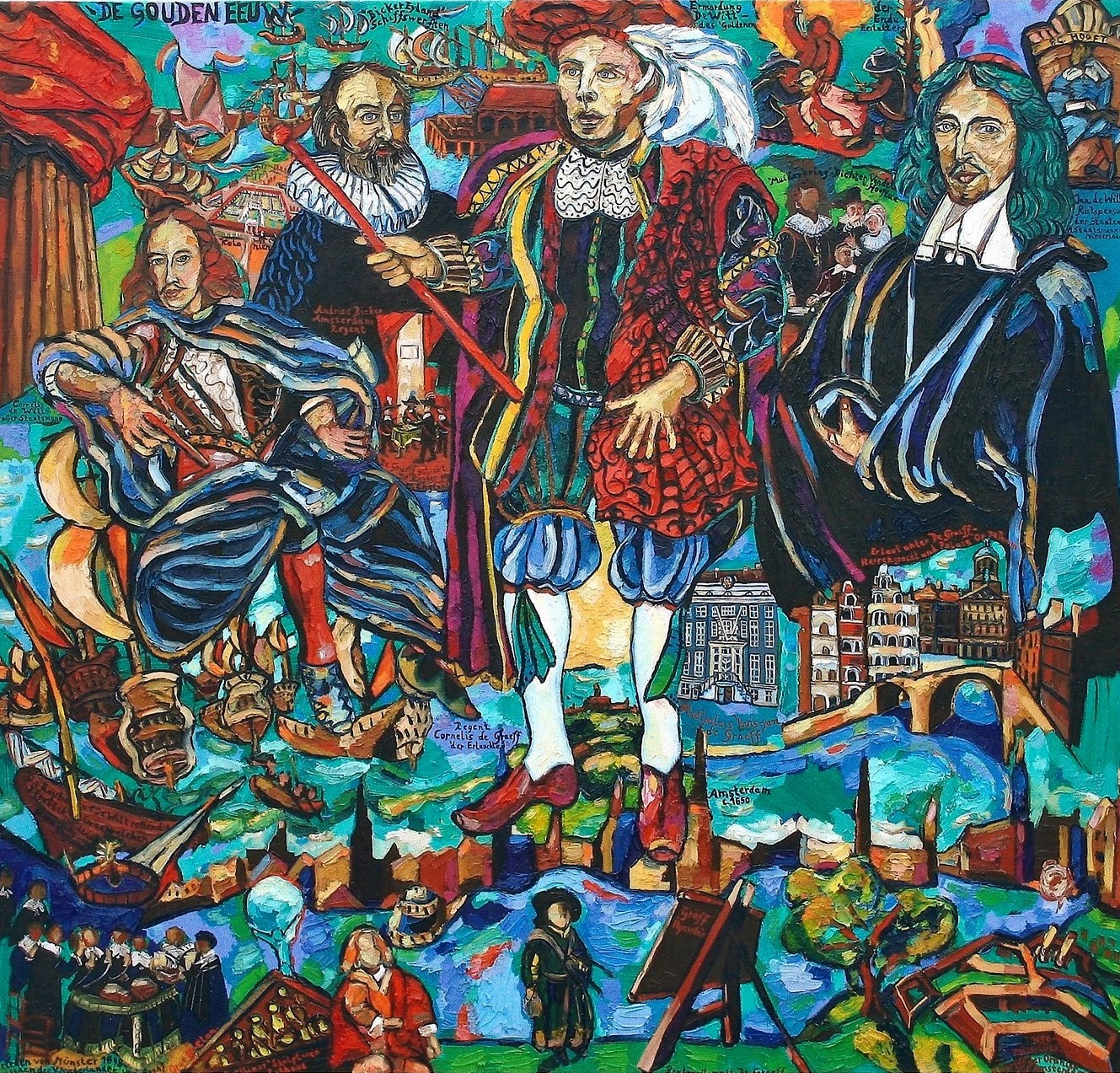
Historisch-allegorisches Gemälde „De Gouden eeuw“ über die Familie De Graeff im Niederländischen Goldenen Zeitalter. Die Protagonisten werden rund um den Amsterdamer Regenten Cornelis de Graeff (Mitte) sowie seine Verwandten und politischen Mitstreiter Johan de Witt (rechts), Cornelis de Witt (links) und Andries Bicker (zweiter von links) positioniert, eingerahmt von markanten Ereignisse dieser Epoche. (Gemälde von Matthias Laurenz Gräff, 2007)

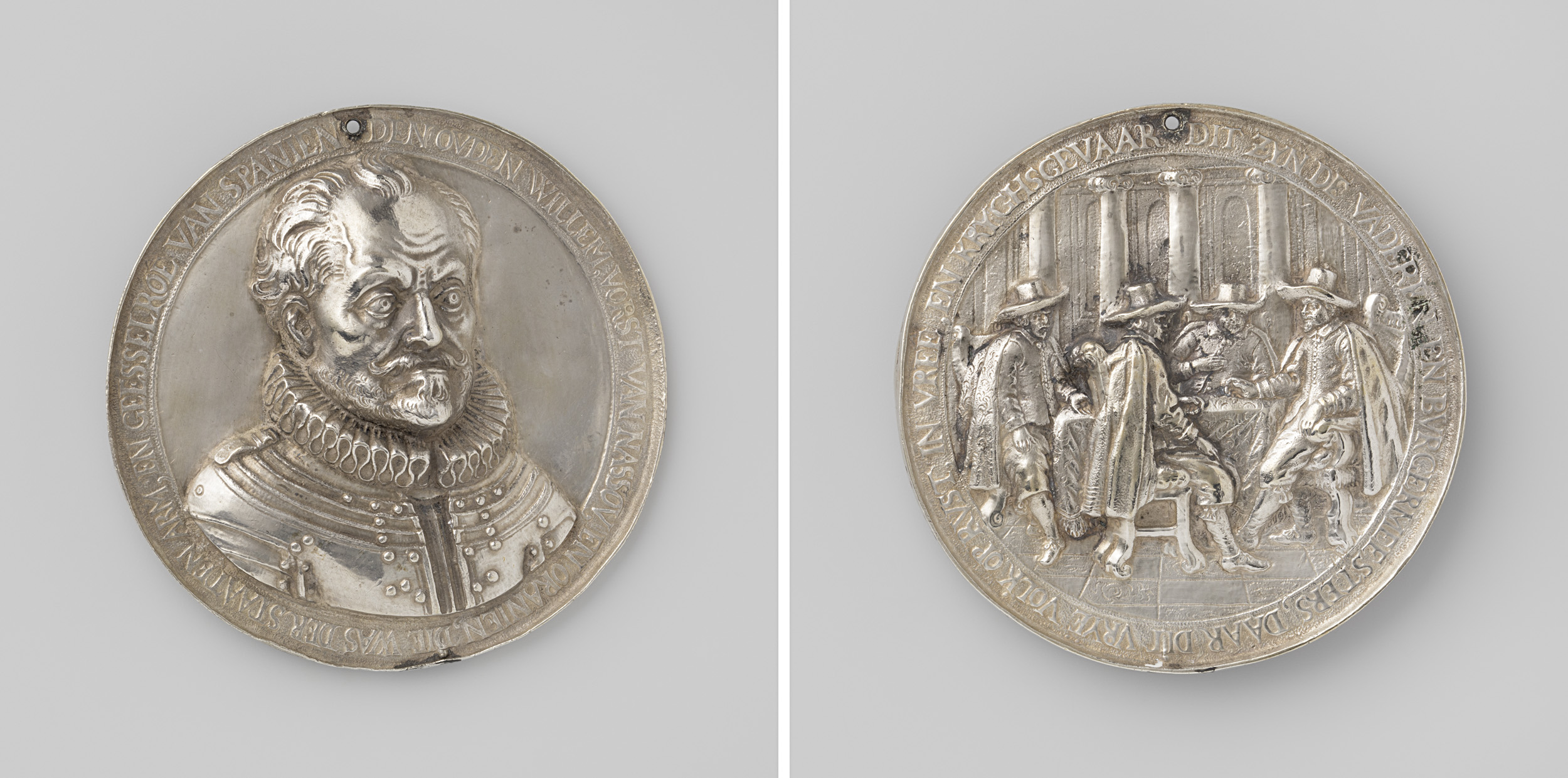
Wilhelm I. von Oranien, der Schweiger, und die Bürgermeister von Amsterdam: Prinz Wilhelm I. von Oranien (Statthalter von Holland), Cornelis de Graeff, vrijheer van Zuid-Polsbroek, Johan Huydecoper van Maarsseveen, Jan van de Poll (1597–1678) und Hendrick Dircksz Spiegel (Silberpfennig von Wouter Muller, 1655)

Amsterdam war auf dem Höhepunkt seiner Macht, als es 1655 aufgrund von Cornelis de Graeff eine Allianz mit dem Großen Kurfürsten Markgraf Friedrich Wilhelm schloss. Um diesen Kontrakt zu besiegeln, wurde der Amsterdamer Bürgermeister Johan Huydecoper van Maarsseveen, begleitet von dessen Sohn Joan Huydecoper (II) van Maarsseveen und Pieter de Graeff, nach Berlin entsandt, wo die Stadt als offizieller Taufpate dessen Sohnes auftrat. Diese von De Graeff organisierte Patenschaft führte später zum Eingreifen des Kurfürsten als Bündnispartner im Holländischen Krieg. Im selben Jahr wurde auch das 1648 begonnene Stadthaus Op de Dam fertiggestellt, und durch De Graeff feierlich eröffnet. Ebenfalls 1655 wurde ihm seitens der niederländischen Generalstaaten die Stelle eines Botschafters beim Schwedischen König angeboten, die er aber entschlug. Diplomatische Reisen ins Ausland wollte De Graeff nicht unternehmen. Er blieb lieber in seiner Heimat, delegierte und bewahrte seinen direkten Einfluss auf die Landes- und Stadtpolitik. Deswegen hatte er unter anderem mehrmals eine Gesandtschaft zum wichtigen Bündnispartner Schweden ausgeschlagen.
1656 entsandte De Graeff eine Expedition unter Admiral Michiel de Ruyter in das Mittelmeer und eine kleine Streitmacht unter Jacob van Wassenaer Obdam in das Baltische Meer. Die Flotte stieg im schwedisch-polnischen Krieg auf Seiten Polens in den Krieg ein. Es gelang ihr, die Vormachtstellung von Danzig zu brechen und somit den holländischen Handel zu stärken. Zuvor hatte De Graeff Huydecoper van Maarsseveen nach Berlin entsandt und Coenraad van Beuningen nach Kopenhagen, um den alten Verbündeten für einen Kampf gegen Schweden zu gewinnen. Entgegen den Vermutungen der Verbündeten marschierte der schwedische König Karl X. Gustav trotz seines Krieges mit Polen auf Dänemark zu. De Graeff und Amsterdam entsandten eigenmächtig die Flotte unter Admiral Witte Corneliszoon de With zur Hilfe. 1659 wurde eine weitere Flotte unter De Ruyter in das Baltikum entsandt, um dort gegen die schwedischen Seestreitkräfte zu operieren. Als dessen oberster Offizier wirkte De Graeffs Verwandter Albert Claesz de Graeff als Kommandeur des Schiffes Marseveen mit. Aber als der König 1660 verstarb, wurde Frieden geschlossen. De Graeff und Amsterdam fühlten sich mächtig genug, so dass er 1660 abermals De Ruyter gegen die Engländer in den Kampf schickte. Auf Interventionen der Generalstaaten wurde dieser Angriff aber gestoppt. Eine Äußerung über die diesbezügliche Haltung De Graeffs vonseiten des Amsterdamer Bürgermeisters Cornelis de Vlaming van Oudshoorn nahm De Witt folgend auf: dat zonder den heer van Zuidpolsbroek in niets iets te doen was (dass ohne den Herrn von Zuid-Polsbroek nirgendwo etwas getan werden konnte).
Als sich am Anfang des Jahres 1657 in der Provinz Overijssel bürgerkriegsähnliche Vorgänge abspielten, wurde auf Druck Hollands eine Kommission der Generalstaaten unter De Witt und De Graeff entsandt. Das positive Zusammenwirken dieser beiden Politiker konnte die friedlichen Verhältnisse in der Republik wiederherstellen. Im Vertrag von Raalte vom 1. Oktober 1657 unterzeichnete der noch minderjährige Wilhelm III. von Oranien den Verzicht über die Verwaltung von Overijssel. Im selben Jahr war De Graeff in den Konflikt um die Stadt Münster involviert. Der Fürstbischof von Münster, Christoph Bernhard von Galen, versuchte die Freie Reichsstadt unter seine Gewalt zu bringen. Hierauf entsandte die niederländische Republik auf Wunsch der Stadt Münster eine Vermittlungskommission. Die niederländischen Landprovinzen und die Mehrheit der ständischen Versammlung Hollands, die das Vorhaben Münster gegen Von Galen zur Hilfe zu kommen befürworteten, wurden von De Graeff und Amsterdam scharf angegriffen. Der Grund lag darin, dass sich De Graeff und seine machtbewusste Stadt nicht überstimmen lassen wollten. Hierauf erklärte De Witt, auch als Wortführer der Ritterschaft, in einem scharfen Brief an De Graeff, dass es das Interesse des Staates mit sich bringe, dass die Freiheit der großen und mächtigen Städte im Reich erhalten und nicht unterdrückt würde. Trotz der in Opposition gegangenen Stadt wurde auf niederländischer Seite beschlossen, Münster zur Seite zu stehen. Diese kam aber auch aufgrund der Weigerung von De Graeff zu spät und 1661 hatte Fürstbischof Von Galen bereits die Stadt unterworfen.
Aufgrund der Wiedereinsetzung des mit den Oranien verschwägerten englischen Königshauses Stuart im Jahr 1660, kamen auch in der Republik vermehrte monarchistische Strömungen zum Vorschein. Um dieser Veränderung Vorschub zu leisten, forcierte Cornelis de Graeff die Bildung einer Kommission der Generalstaaten, welche die Ausbildung des jungen Fürsten von Oranien, Wilhelm III., zum Inhalt hatte, und die Versöhnung zwischen den Staatsgesinnten und den Oraniern vorantreiben sollte. Er war ebenso wie De Witt Vorsitzender dieser Kommission. In den Sommern spielte Wilhelm III. mit Cornelis’ Söhnen Pieter und Jacob im Park des De Graeffschen Landhauses in Soestdijk. Im Jahr 1674 erearb der seit 1672 benannte Statthalter der Niederlande das Schloss – das heutige Paleis Soestdijk – von Jacob de Graeff.
1660 wurde De Graeff seitens der Generalstaaten erneut ein diplomatischer Posten angeboten. Er sollte eine Extra-ordinaris Gesandtschaft zum schwedischen König anführen, die er aber wieder entschlug.
In den Jahren 1660/1661 verfolgten Cornelis de Graeff und Amsterdam eine pro-englische Strategie, die ihr die militärische Unterstützung gegen Spanien und den freien Handel (vrij schip, vrij goed) sicherte. Schlussendlich brauchte man einen starken Verbündeten, um das republikanische System in den Niederlanden zu sichern. Aus diesem Grund wurde unter der Leitung von den Gebrüdern Cornelis und Andries de Graeff eine Kommission gegründet, die dem englischen König Karl II. die Dutch Gift, bestehend aus zahlreichen wertvollen Gemälden und Kunstgegenständen überreichte.
Am 4. Mai 1664 ist der fürstliche Bürgermeister Cornelis de Graeff nach längerer Krankheit verstorben. Er wurde im Familiengrab in der Oude Kerk bestattet. Dieses war von Artus Quellinus I. mit Marmor und Kupfer reichhaltig ausgeschmückt worden. Einige Jahre nach seinem Tod entbrannte in Amsterdam ein Machtkampf zwischen seinem jüngeren Bruder Andries de Graeff und der Oranier-Faktion des Gillis Valckenier, den der letztgenannte im Rampjaar 1672 schließlich für sich entscheiden konnte.

### Lebensstil und Bildung
Cornelis de Graeff zeigte sich gerne als Renaissanceprinz, umgeben von Kunstgegenständen und Schönheit. Nicolaes Eliaszoon Pickenoy malte ihn als einen Herren von fürstlicher Haltung, Ausstrahlung und Machtvollkommenheit. Er war ein Patron der Dichter, wie Joost van den Vondel, der zahlreiche Verse und Lobgedichte auf De Graeff geschrieben hat (wie unter anderem eines kurz vor De Graeffs Tod) und Jan Vos, und Maler wie Rembrandt van Rijn, Jacob Izaaksoon van Ruisdael, Jacob Jordaens, Govaert Flinck oder des Bildhauers Artus Quellinus I., denen er auch öffentliche Aufträge vergab. 1662 aber trat De Graeff entgegen seinem Naturell gemeinsam mit Henrick Hooft, Cornelis Jan Witsen und Cornelis van Outshoorn gegen den Kauf von Rembrandts Gemälde Die Verschwörung des Claudius Civilis auf, das für die Inneneinrichtung des Amsterdamer Stadthauses op de Dam vorgesehen war.
Cornelis de Graeff war ein humanistischer Mann – neben Latein, Französisch, Englisch und Deutsch auch Arabisch, Griechisch, Hebräisch, Syrisch oder die Chaldische Sprache beherrschend – dessen hohe Bildung und geistige Orientierung am Neostoizismus zu größerer Toleranz gegenüber Andersgläubigen führte. Er und sein Bruder Andries setzten sich auch intensiv mit ihrer Abstammung und der Genealogie ihres Hauses auseinander. Van den Vondel widmete Andries de Graeff eine genealogisch – dichterische Abhandlung mit dem Titel Afbeeldingen der stamheeren en zommige telgen van de Graven, Boelensen, Bickeren en Witsens, toegewyt den edelen en gestrengen Heere Andries de Graeff über die Familiengeschichte, soweit sie für die Protagonisten nachzuvollziehen war.

### Nachruf und Vermächtnis

#### Geschichtsschreibung

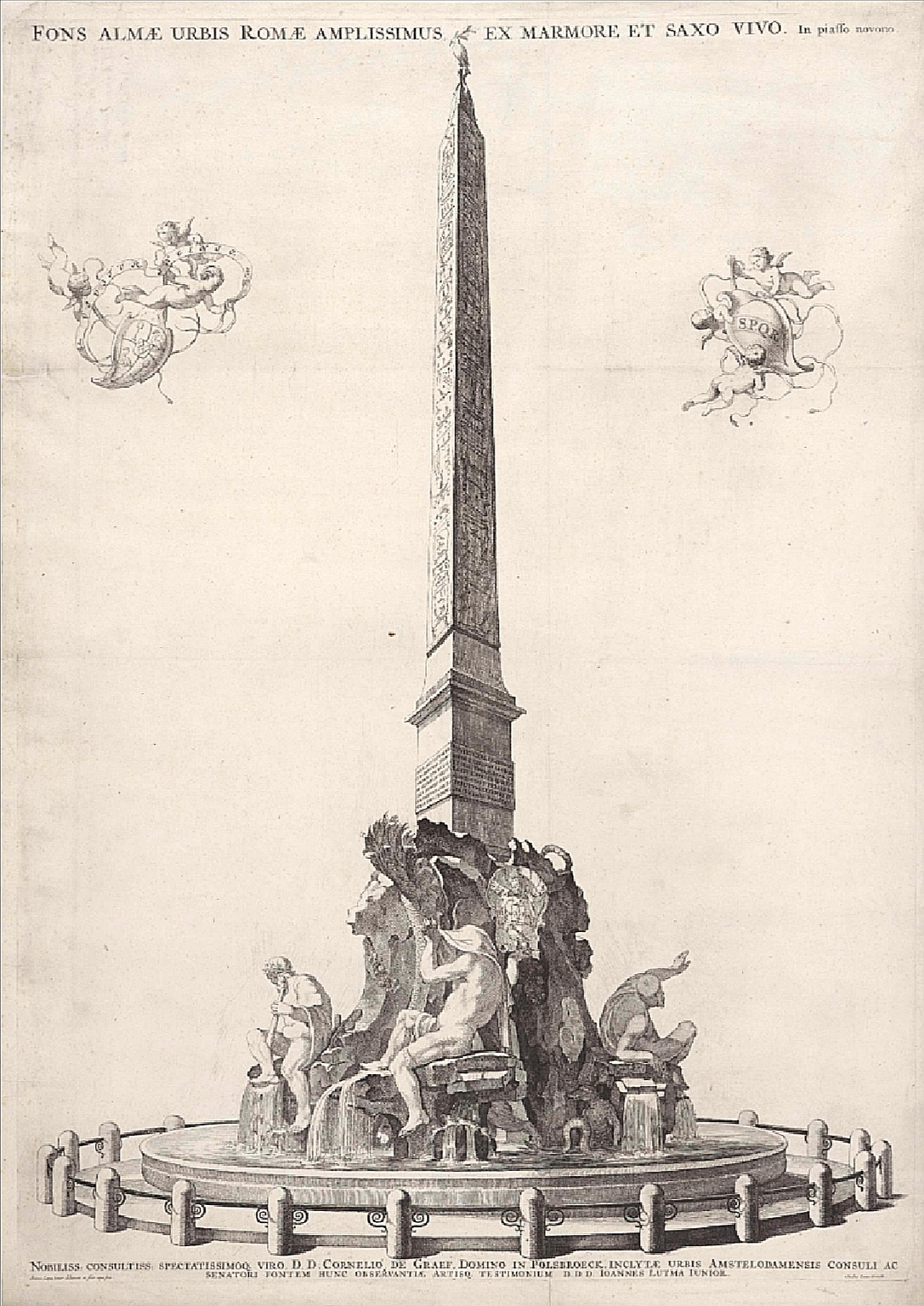
Allegorie auf Amsterdam und Cornelis de Graeff (Johannes Lutma)

De Graeff kommunizierte weich und vorbildlich und war ehrlich und offen, ein Novum für die junge Republik, und fühlte, dass es Johan de Witt war, der Amsterdam und seine Interessen zu ihrem gegenwärtigen Erfolg gebracht hatte. Auch De Graeff trieb Amsterdams Angelegenheiten nie auf die Spitze, sondern hatte ein gutes Auge für die Interessen der anderen Städte Hollands und vermied eine machtpolitische Form, die Amsterdam isoliert hätte.

#### Ziele
Hajo Brugmans erklärt, dass De Graeffs Ziele fast immer administrativ und politisch waren – die Macht von Amsterdam in Holland und die Macht der Republik waren nur so groß wie ihre soziale Macht, einschließlich der Begrenzung der Macht des Hauses Oranien war. Ein Punkt wird jedoch von Brugmans betont – dass nur De Graeff (von allen Amsterdamer Politikern) jemals zum Ratspensionär gewählt werden sollte, und dann völlig erfolgreich darin sein sollte, Amsterdam zufrieden zu stellen. Einzig der Amsterdamer Adriaen Pauw wurde 1651 als solcher gewählt.

### Varia
- Cornelis de Graeff war ein Mann, der in einer Zeit der religiösen Beherrschung der Gesellschaft außer von Amts wegen nie einen Gottesdienst besuchte. Er galt zeitlebens als Mann ohne religiöse Gesinnung.
- Dass die Amsterdamer Nieuwe Kerk ohne Kirchturm erbaut wurde, beruhte auf seinem Einfluss.
- In Rotterdam befindet sich die nach ihm benannt De Graeffstraat.

## Information
Die Daten zu diesem Artikel wurden aus der seit 2006 bestehenden Graeff Forschung von Matthias Laurenz Gräff übernommen.